# Warton (Fylde)
Warton – wieś w Anglii, w hrabstwie Lancashire, w dystrykcie Fylde. Leży 55 km na północny zachód od miasta Manchester i 312 km na północny zachód od Londynu.